# سلوبودان ميهايلوفيتش
سلوبودان ميهايلوفيتش (بالألمانية: Slobodan Mihajlovic)‏ هو لاعب كرة قدم نمساوي في مركز الوسط، ولد في 15 مارس 1997 في النمسا. لعب مع نادي بودابست.

## وصلات خارجية
- سلوبودان ميهايلوفيتش على موقع قاعدة بيانات كرة القدم.إي يو (الإنجليزية)
- سلوبودان ميهايلوفيتش على موقع Soccerway.com (الإنجليزية)
- سلوبودان ميهايلوفيتش على موقع عالم كرة القدم.نت (الإنجليزية)